# Parafia św. Jakuba Apostoła w Dąbrowie Zielonej
Parafia Świętego Jakuba Apostoła w Dąbrowie Zielonej – parafia rzymskokatolicka w Dąbrowie Zielonej. Należy do dekanatu olsztyńskiego archidiecezji częstochowskiej. Została utworzona w XIII wieku.